# Killing Ground
Killing Ground è il quindicesimo album dei Saxon, uscito il 25 settembre 2001 per l'Etichetta discografica Steamhammer/SPV GmbH.

## Il disco
Per ammissione del gruppo stesso, Killing Ground è un ritorno a sonorità più classiche rispetto al precedente Metalhead. Da segnalare è la cover di The Court of the Crimson King dei King Crimson, in una versione accorciate e intitolata Court of the Crimson King. Sebbene le canzoni vengano firmate a nome Saxon (ciò vale anche per la succitata cover), l'ex batterista Nigel Glockler ha affermato in un'intervista di avere partecipato al processo compositivo dell'album, come anche per il seguente Lionheart. Le prime copie dell'album sono uscite in un'edizione speciale limitata a due CD. Nel CD bonus sono presenti 8 classici del gruppo rivisitati dalla nuova formazione. Il materiale del secondo CD venne riproposto nel successivo Heavy Metal Thunder.

## Tracce
1. Intro - 1:36
2. Killing Ground - 5:44
3. Court of the Crimson King - 6:00
4. Coming Home - 3:38
5. Hell Freezes Over - 4:42
6. Dragons Lair - 3:38
7. You Don't Know What You've Got - 5:00
8. Deeds of Glory - 4:34
9. Running for the Border - 4:24
10. Shadows on the Wall - 6:15
11. Rock Is Our Life - 3:55

- Canzoni composte dai Saxon, eccetto la 3 di Ian McDonald e Peter Sinfield.

### Bonus Disc
1. Princess of the Night - 4:10
2. Crusader - 6:38
3. Wheels of Steel - 5:52
4. Motorcycle Man - 3:45
5. Strong Arm of the Law - 4:24
6. Denim and Leather - 5:19
7. Dallas 1 PM - 6:15
8. And the Bands Played on - 2:52

## Formazione
- Biff Byford - voce
- Nibbs Carter - basso
- Doug Scarratt - chitarra
- Paul Quinn - chitarra
- Fritz Randow - batteria